# 生活成本

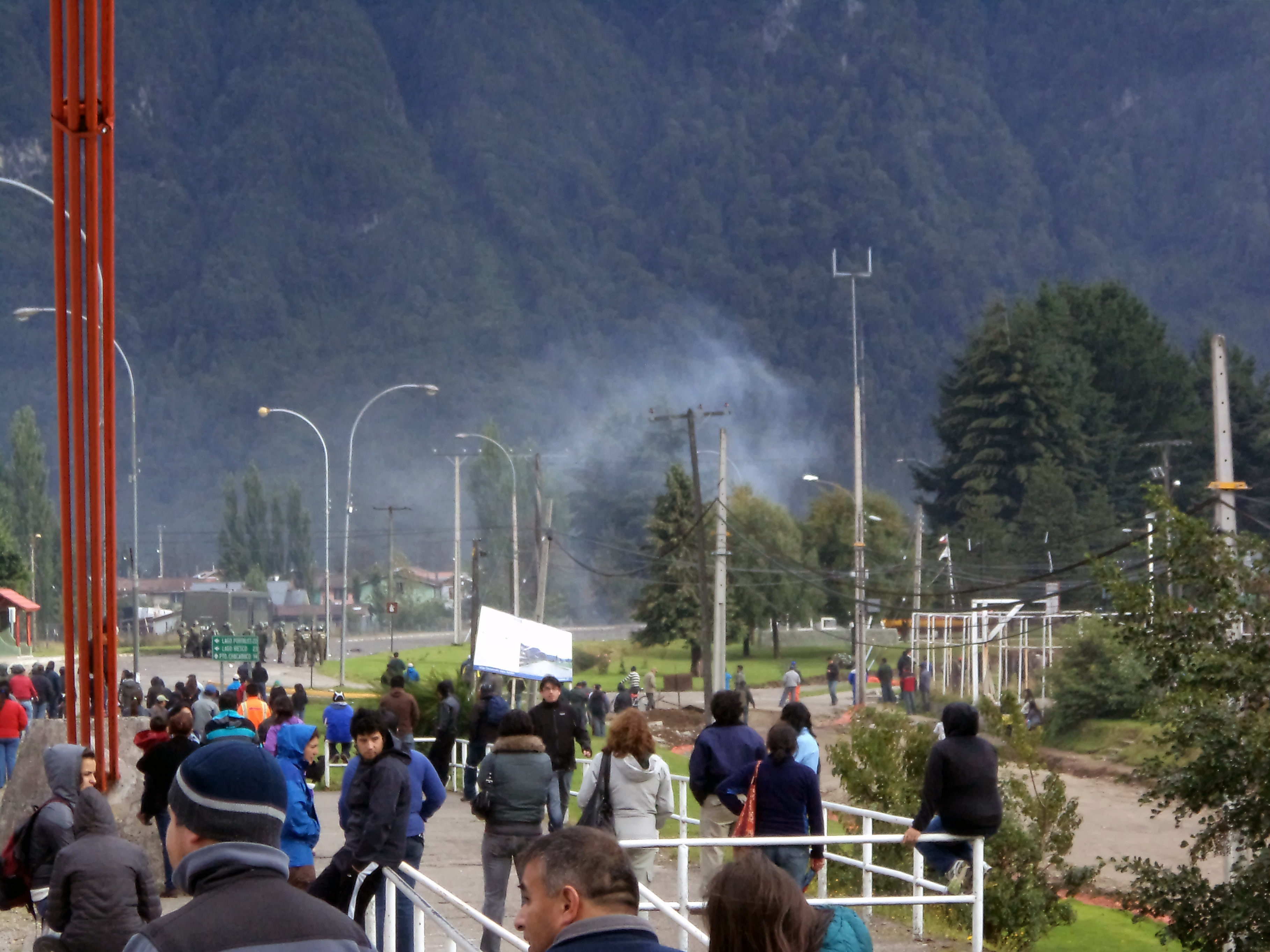
巴塔哥尼亚生活成本高导致當地出現抗议

生活成本是指维持一定生活水平的成本。生活成本與时间的關係通常以生活成本指数的形式体现。人們也經常會比较不同区域的生活成本。各地生活成本的差异也可以用购买力平价来衡量。
2017年3月，一項研究表明，新加坡连续第四年成為世界上生活成本最高的城市。 悉尼和墨尔本都排在前十名，悉尼排名第五，墨尔本排名第六。在 20 名中，亚洲有5个以上城市上榜，但在生活成本最低的城市中，前10名中，亚洲也有 8个城市上榜。 